# Oratorio della Concezione di Maria Vergine
L'oratorio della Concezione di Maria Vergine, noto anche come oratorio di Santa Maria Immacolata, è un luogo di culto cattolico dalle forme barocche, situato in via Paradigna a Paradigna, frazione di Parma, in provincia e diocesi di Parma.

## Storia
Il luogo di culto fu costruito nel 1658, per volere della famiglia Banchini.
In seguito l'edificio fu sottoposto ad alcune modifiche.
Appartenente a privati, l'oratorio fu benedetto il 28 settembre 1928.
Dopo la metà del XX secolo l'edificio fu affiancato dall'autostrada Milano-Napoli a sud e, agli inizi del XXI secolo, dalla ferrovia ad alta velocità Milano-Bologna a nord; cadde all'epoca in profondo degrado, tanto da essere utilizzato come rifugio da senzatetto ed essere oggetto di gravi vandalismi.
Intorno al 2010 i proprietari lo concessero in comodato per 29 anni alla parrocchia di San Leonardo e ai Templari Cattolici d'Italia, che nel 2013 ne avviarono il completo recupero; l'edificio fu riaperto al culto il 22 dicembre del 2015 alla presenza del vescovo di Parma Enrico Solmi.

## Descrizione

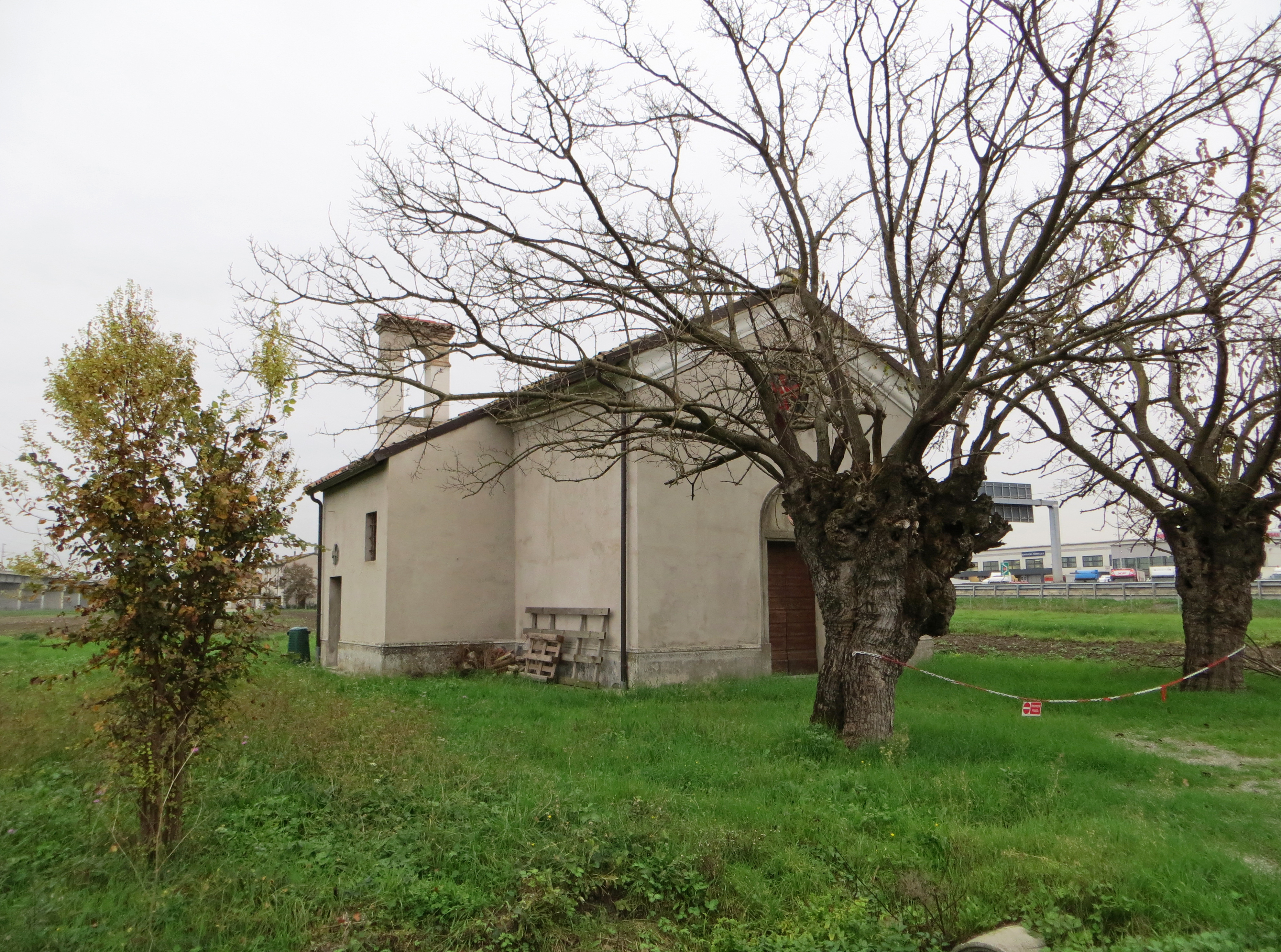
Facciata e lato nord

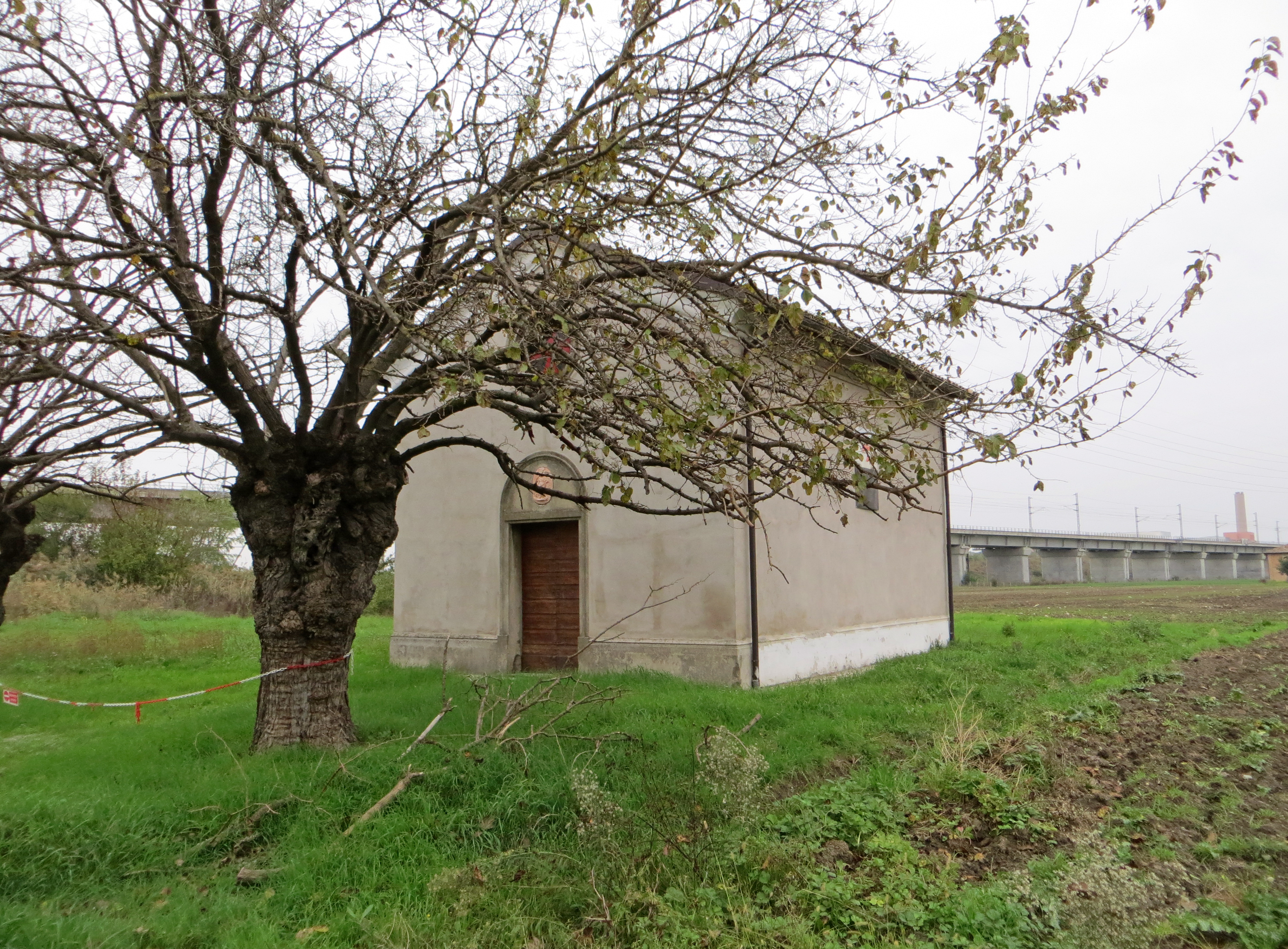
Facciata e lato sud

L'oratorio si sviluppa su un impianto a navata unica, con ingresso a ovest e presbiterio absidato a est.
La simmetrica facciata a capanna, interamente intonacata come il resto dell'edificio, è caratterizzata dalla presenza dell'ampio portale d'ingresso centrale, delimitato da una cornice e sormontato da una lunetta ad arco a tutto sesto; all'interno di quest'ultima è collocato un altorilievo barocco in terracotta raffigurante Maria Vergine; più in alto si apre un rosone incorniciato, mentre lungo gli spioventi del tetto corre un cornicione modanato in rilievo.
Dal fianco sinistro aggetta la piccola sagrestia, su cui si erge un campanile a vela.
All'interno la navata, coperta da una volta a botte decorata con le tracce di affreschi barocchi, è scandita in due campate da due lesene doriche, a sostegno del cornicione perimetrale in rilievo.
Il presbiterio, lievemente sopraelevato, accoglie sul fondo, tra due ampi finestroni, l'altare maggiore barocco in marmi policromi, sormontato da un'ancona riccamente decorata e delimitata da colonne corinzie; sulle pareti laterali sono incassate due lapidi ottocentesche.